# Ida Persson
Ida Persson, född 1985 i Ystad, är en svensk konstnär, utbildad på konsthögskolan i Umeå.
Persson har bland annat ställt ut i Österrike, Tyskland och runt om i Sverige År 2015 mottog hon Fredrik Roos-stipendiet på 600 000 kronor och 2018 deltog hon i Moderna-utställningen på Moderna Museet.